# Blasses Knabenkraut
Das Blasse Knabenkraut (Orchis pallens) oder auch Bleiches Knabenkraut ist eine Pflanzenart aus der Gattung Knabenkräuter (Orchis) in der Familie der Orchideen (Orchidaceae). Es ist eine der wenigen gelbblühenden und die am frühesten blühende in Deutschland heimische Orchidee.

## Beschreibung

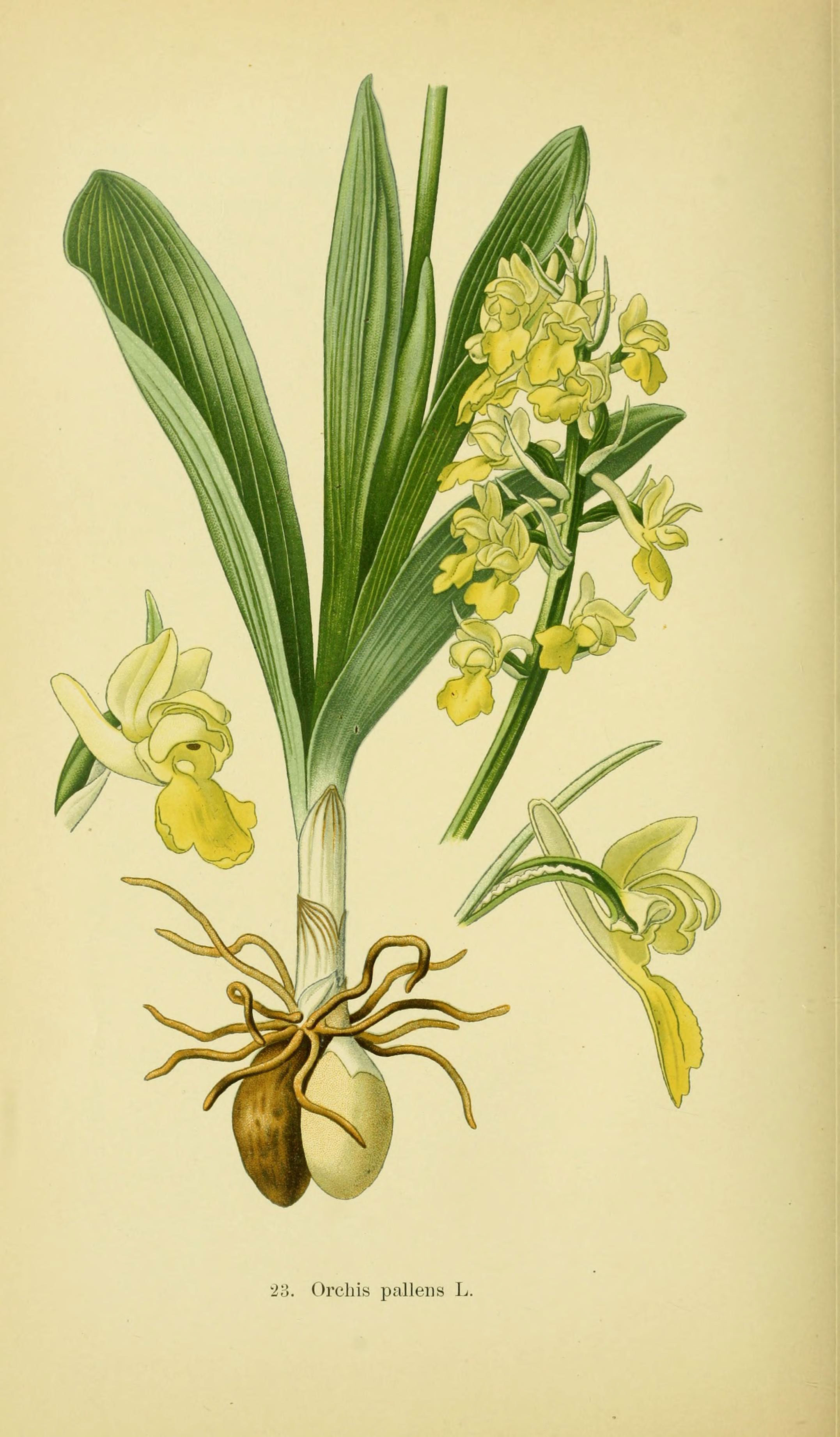
Illustration aus Abbildungen der in Deutschland und den angrenzenden Gebieten vorkommenden Grundformen der Orchideenarten, Tafel 23

Ausschnitt eines Blütenstandes mit zygomorphen Blüten im Detail

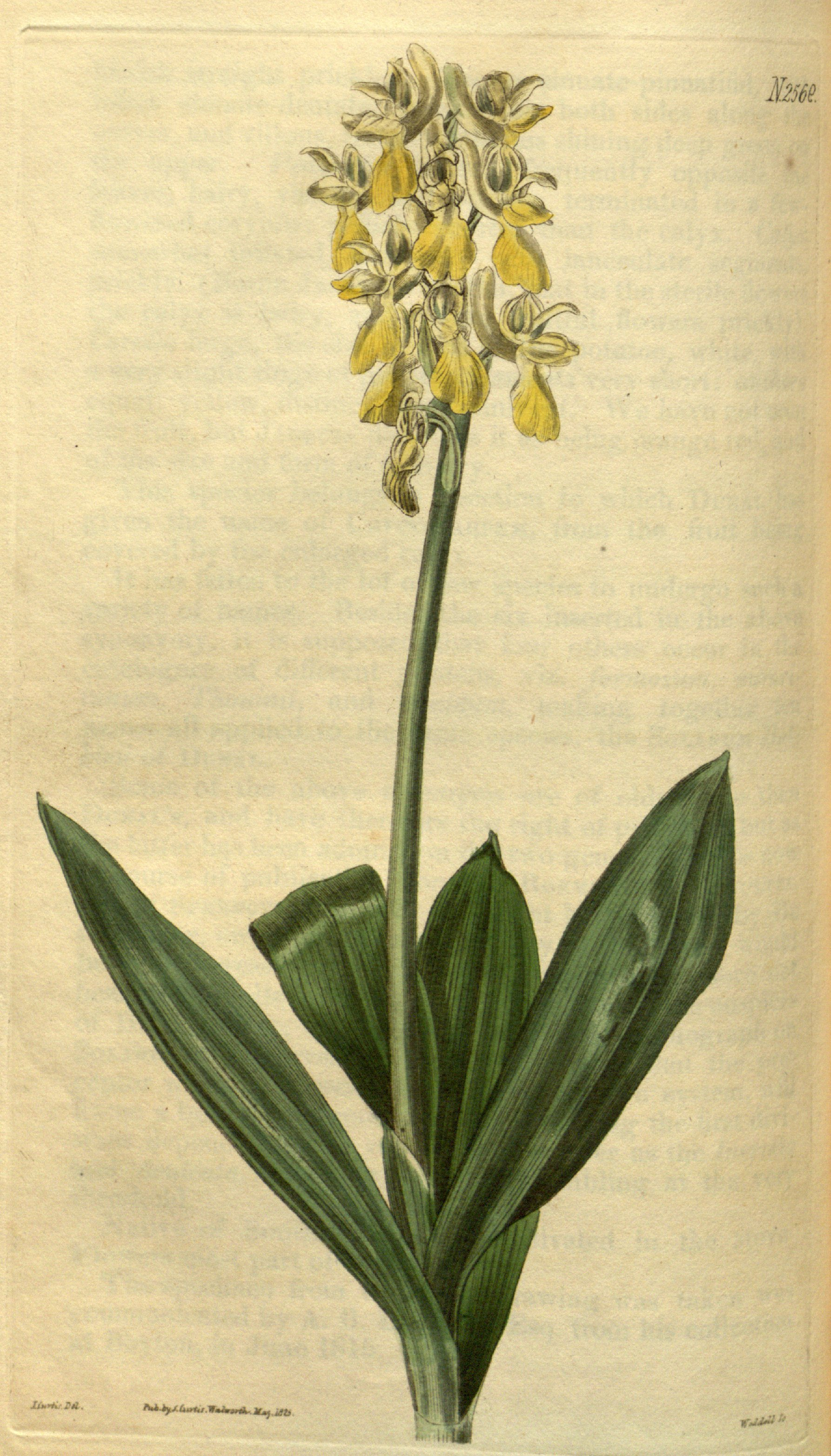
Illustration aus Curtis's Botanical Magazine, Volume 52, 1825, Tafel 2569

### Habitus und Blatt
Das Blasse Knabenkraut ist eine ausdauernde, krautige Pflanze, die Wuchshöhen von 15 bis 40 Zentimetern erreicht. Dieser Geophyt bildet zwei eirunde Knollen als Überdauerungsorgan.
Die Anzahl der Laubblätter schwankt zwischen vier und sechs, wovon zwei bis vier am Grunde des Stängels rosettig gehäuft sind. Die Rosettenblätter sind glänzend, ungefleckt und hellgrün, 8 bis 15 Zentimeter lang und 2 bis 5 Zentimeter breit.

### Blütenstand und Blüte
Im breit zylindrischen Blütenstand stehen viele Blüten dicht zusammen. Die weißlichen Tragblätter sind etwa so lang wie der Fruchtknoten.
Die zwittrigen Blüten sind zygomorph und dreizählig. Die Blütenfarbe ist hellgelb ohne Zeichnung; die Lippe ist dunkler gelb. Die seitlichen Kelchblätter stehen schräg oder senkrecht nach oben und sind nach außen gedreht. Die mittleren Kelchblätter (Sepalen) und die Kronblätter (Petalen) sind zusammengeneigt und bilden einen Helm. Die Lippe ist flach oder längs gefaltet, breiter als lang, und dreilappig. Der zylindrische Sporn ist aufwärts gebogen. Der Blütenduft wird unterschiedlich gedeutet – tendiert zwischen Schwarzem Holunder und Katzenharn.
Die Blütezeit erstreckt sich von Mitte April bis Mitte Juni (in Gebirgslagen).

### Chromosomensatz
Die Chromosomenzahl beträgt beim Blassen Knabenkraut 2n = 40; aus der Chromosomengrundzahl der Gattung Orchis von x = 20 ergibt sich Diploidie.

## Ökologie
Dieser Geophyt treibt schon etwa eine Woche nach der Schneeschmelze aus.
Da im Sporn der Blüten des Blassen Knabenkrauts kein Nektar angeboten wird handelt es sich blütenökologisch um eine Nektartäuschblume. Als Bestäuber gelten verschiedene Hummeln wie Bombus agrorum, Bombus pratorum und Bombus terrestis; die genannten Hummel-Arten versorgen sich normalerweise mit dem Nektar der Blüten von Lathyrus vernus, sobald diese Quelle versiegt, steigen sie auf die Blüten von Orchis pallens um.

## Vorkommen

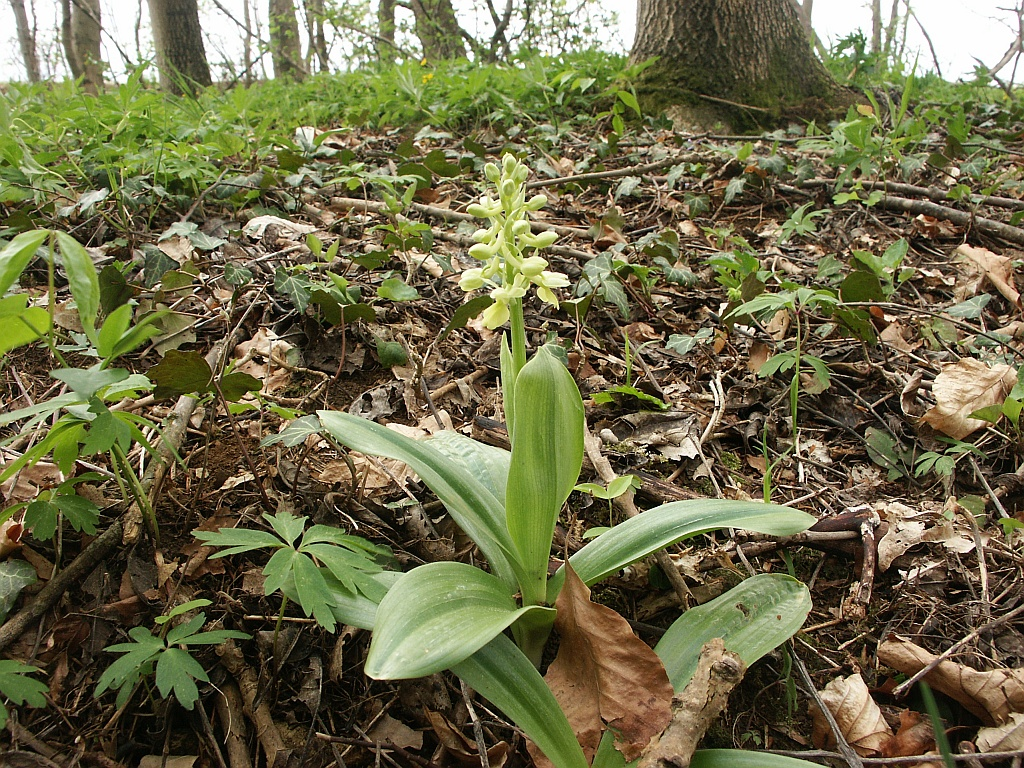
Blasses Knabenkraut am Standort auf der östlichen Schwäbischen Alb

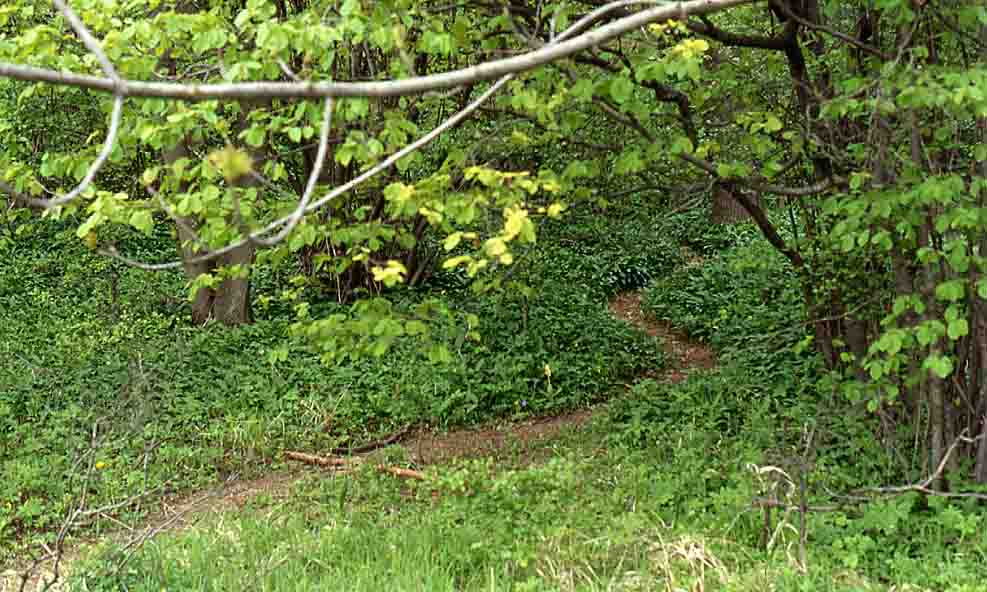
Biotop in der Fränkischen Schweiz

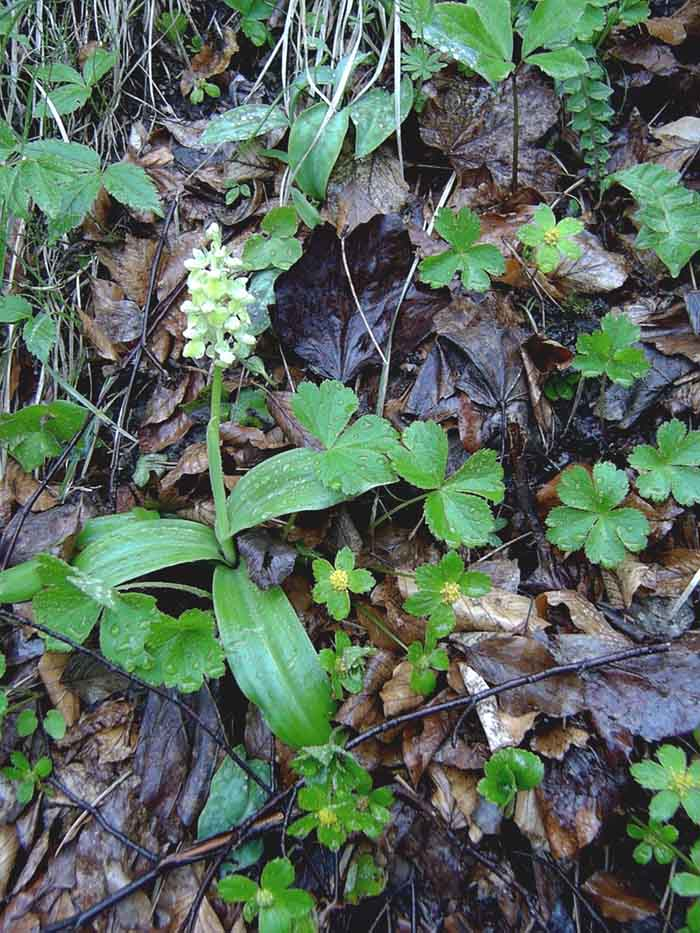
In Vergesellschaftung mit der Grünen Schaftdolde (Hacquetia epipactis, rechts und unten) und der Hunds-Zahnlilie (Erythronium dens-canis, hier nur Blätter, oben Mitte) in Slowenien

Das Verbreitungsgebiet des Blassen Knabenkrautes erstreckt sich in Europa vom nördlichen Spanien im Westen über Mitteleuropa bis Vorderasien und zum Kaukasusraum im Osten. Es gibt Fundortangaben für Deutschland, Österreich, die Schweiz, Italien, Frankreich einschließlich Korsika, Spanien, Polen, Ungarn, die ehemalige Tschechoslowakei, das ehemalige Jugoslawien, Bulgarien, Rumänien, Albanien, Griechenland, die Türkei, die Ukraine und die Krim. Die südliche Verbreitungsgrenze ist von Süditalien über den Peloponnes bis zur südlichen Türkei zu ziehen. Die Nordgrenze ist der mittlere Teil Deutschlands.
In Deutschland ist der Verbreitungsschwerpunkt in Thüringen, Baden-Württemberg und Bayern. Einige wenige Vorkommen existieren in Hessen, Niedersachsen und Sachsen-Anhalt. Bis auf Kärnten kommt es in jedem Bundesland Österreichs vor. In der Schweiz gibt es nur wenige Gebiete, wo das Blasse Knabenkraut häufiger anzutreffen ist.
In den Alpen steigt das Blasse Knabenkraut bis in Höhenlagen von etwa 1800 Metern auf. In den Allgäuer Alpen steigt es nur am Hirschberg von Schnepfegg bei Schnepfau in Vorarlberg bis zu einer Höhenlage von 1500 Meter auf. Nach Baumann und Künkele hat Orchis pallens in den Alpenländern folgende Höhengrenzen: Deutschland 120 bis 1500 Meter, Frankreich 500 bis 1970 Meter, Schweiz 445 bis 2000 Meter, Liechtenstein 480–1680 Meter, Österreich 300 bis 1840 Meter, Italien 200 bis 1950 Meter, Slowenien 150 bis 1490 Meter. In Europa gedeiht Orchis pallens von 120 bis 2300 Metern in Griechenland; in der Türkei sogar bis zu 2400 Metern.
Insgesamt ist es in Mitteleuropa sehr selten, kommt aber an seinen Standorten meist in kleineren, lockeren und gelegentlich auch in individuenreichen Beständen vor. Das Blasse Knabenkraut ist am häufigsten in lichten Wäldern zu finden, es geht aber auch auf Bergwiesen. Es gedeiht am besten bei leichter Beschattung in Laub- und Mischwäldern, auf Magerrasen und Bergwiesen.
Das Blasse Knabenkraut gedeiht am besten auf kalkreichen, lockeren, etwas durchsickerten und meist steinigen Lehmböden mit guter Mullauflage. Das Blasse Knabenkraut wächst auf basenreichem, humosen und lockeren Lehm- und Tonböden. Es gedeiht in Pflanzengesellschaften der Verbände Fagion, Tilio-Acerion, Quercion pubescentis oder Mesobromion.
Die ökologischen Zeigerwerte nach Landolt et al. 2010 sind in der Schweiz: Feuchtezahl F = 3w (mäßig feucht aber mäßig wechselnd), Lichtzahl L = 3 (halbschattig), Reaktionszahl R = 4 (neutral bis basisch), Temperaturzahl T = 4+ (warm-kollin), Nährstoffzahl N = 3 (mäßig nährstoffarm bis mäßig nährstoffreich), Kontinentalitätszahl K = 4 (subkontinental).
Durch die spezifischen Ansprüche an die Biotope ist es sehr selten. In der collinen Höhenstufe blüht Orchis pallens zusammen mit Viola odorata und Primula veris.

## Naturschutz und Gefährdung
Wie alle in Europa vorkommenden Orchideenarten steht auch das Blasse Knabenkraut unter strengem Schutz europäischer und nationaler Gesetze. Die Art ist in Deutschland durch die BArtSchV besonders geschützt.
Rote Listen
- Rote Liste Deutschland: 3
- Rote Liste Bundesländer: Baden-Württemberg: 3, Bayern: 2, Berlin: -, Brandenburg: -, Bremen: -, Hamburg: -, Hessen: ?, Mecklenburg-Vorpommern: -, Niedersachsen: -, Nordrhein-Westfalen: ?, Rheinland-Pfalz: -, Saarland: -, Sachsen-Anhalt: 2, Sachsen: -, Schleswig-Holstein: -, Thüringen: 3
- Rote Liste Schweiz:
- Rote Liste Österreich:

Orchis pallens ist wie alle Orchideen-Arten seit 1980 in Deutschland nach dem Bundesnaturschutzgesetz = BNatSchG besonders geschützt. Und es besteht weltweit nach CITES Appendix II ein Handelsverbot.
Durch seine Seltenheit ist das Blasse Knabenkraut generell gefährdet. Die Vorkommen in Niederwäldern sind bei Aufgabe der traditionellen Nutzung durch Verdichtung des Kronenschlusses und Verbuschung bedroht, Vorkommen auf Magerrasen und Bergwiesen sind durch zu frühes Mähen oder zu starke Beweidung gefährdet. Wildschweine und Dachse stellen besonders gern den Knollen des Blassen Knabenkrautes nach und plündern komplette Bestände. Bei Spätfrösten kann es infolge von Erfrierungen zum vollständigen Ausfall der Blüte kommen.

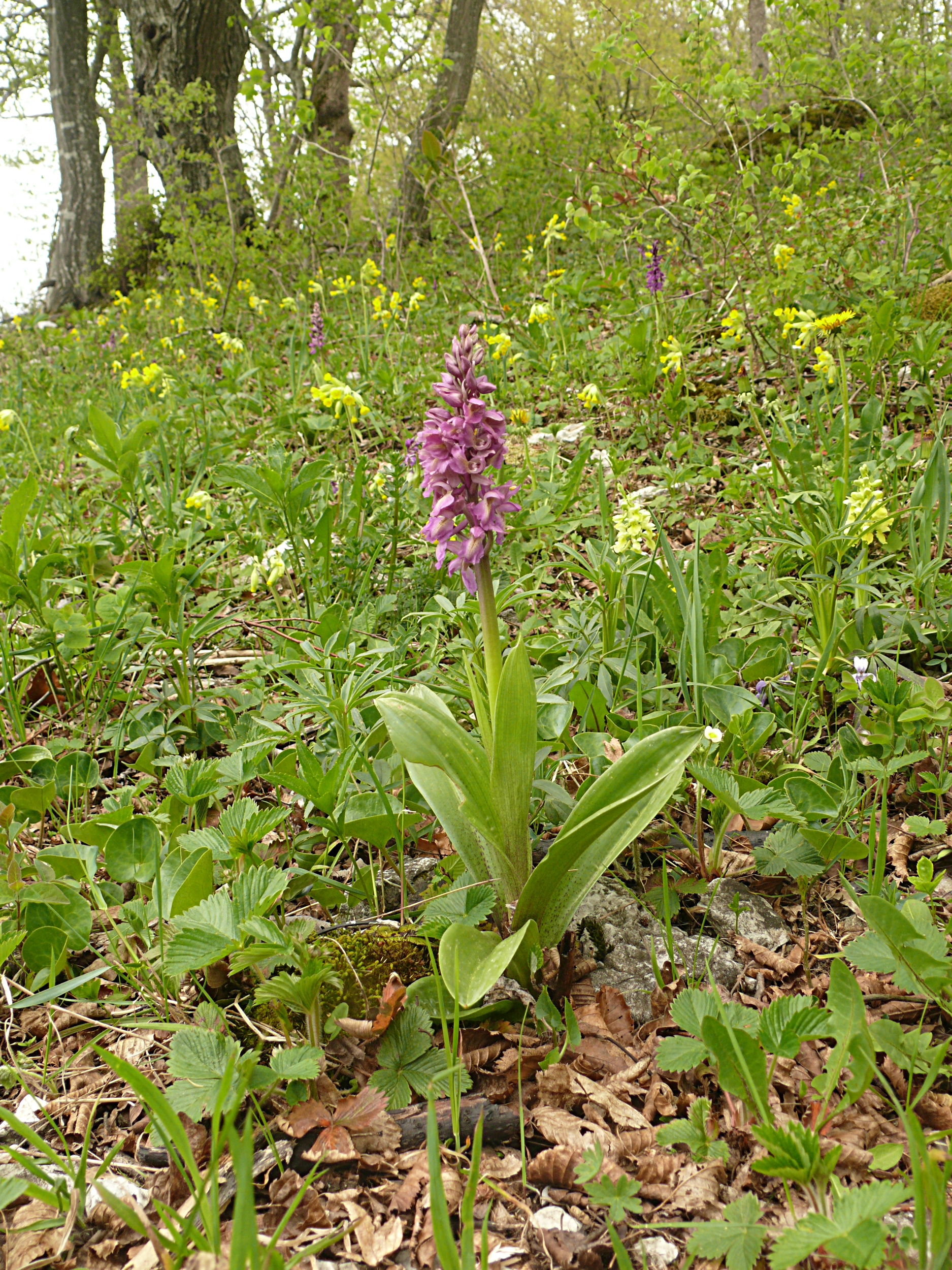
Orchis ×loreziana nothosubsp. loreziana mit den Eltern Orchis mascula subsp. mascula und Orchis pallens auf der Schwäbischen Alb

## Taxonomie
Der gültige Artname Orchis pallens wurde im Jahr 1771 von Carl von Linné in dem Werk Novitiarum Florae Suecicae Mantissa, 2, Seite 300 erstveröffentlicht. Das Artepitheton pallens bedeutet „blass“. Homonyme sind: Orchis pallens Moritzi 1844 und Orchis pallens L. in Mantissa Plantarum, 2, 1771, Seite 292 veröffentlicht. Weitere Synonyme für Orchis pallens L. sind: Orchis sulphurea Sims, Orchis pseudopallens K.Koch.

## Hybriden
Mit dem Provence-Knabenkraut (Orchis provincialis), Spitzels Knabenkraut (Orchis spitzelii) und dem Männlichen Knabenkraut (Orchis mascula) teilt das Blasse Knabenkraut (Orchis pallens) sich oft die Standorte und bildet gelbblühende Hybriden mit rötlichen Farbtönen auf den Lippen.
Beispielsweise:
- Orchis ×loreziana Brügger nothosubsp. loreziana  (Syn.: Orchis ×haussknechtii M.Schulze, = Orchis mascula subsp. mascula × Orchis pallens)[12]